# Gelijkrichter

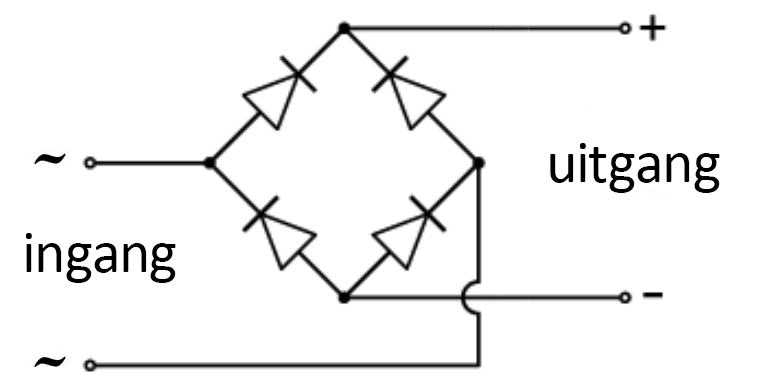
Bruggelijkrichter

Een gelijkrichter is een elektronische schakeling die een wisselspanning omzet in een gelijkspanning en voor het geval er een stroom loopt dus van wisselstroom naar gelijkstroom omzet. Gelijkrichting van wisselspanning kan enkelzijdig of dubbelzijdig zijn. Een gelijkrichter kan uit een enkele diode bestaan of uit twee of meer dioden en eventueel andere elektronische componenten. Zo bestaat een eenfasige bruggelijkrichter uit vier dioden, geschakeld als op de afbeelding, zodat van een aangesloten wisselspanning zowel de positieve als de negatieve spanning gelijkgericht wordt. Daarnaast kent men bij driefasespanning ook meerfasige gelijkrichting. Een driefasediodebrug bestaat uit zes dioden.
De uitgangsspanning van een gelijkrichter is een pulserende gelijkspanning, die niet te vergelijken is met de spanning van een batterij. Voor de meeste toepassingen is dat niet acceptabel en daarom wordt de gelijkgerichte spanning vervolgens meestal met een condensator of een uitgebreidere schakeling, meer gelijkmatig gemaakt. Dit wordt afvlakken genoemd, de schakeling heet afvlakfilter. Afhankelijk van de mate van afvlakking blijft in de gelijkspanning een kleine of grotere wisselspanningscomponent, 'rimpel' genaamd, over. De frequentie van de rimpel is bij enkelzijdige gelijkrichting gelijk aan de frequentie van de ingangsspanning en bij driefasige gelijkrichting het drievoud daarvan. Bij meerfasige gelijkrichting is de frequentie van de rimpel een veelvoud, gelijk aan het aantal fasen, van de ingangsfrequentie.
De kern van een gelijkrichter wordt gevormd door een of meer dioden. Tegenwoordig zijn dat voor vermogensdoeleinden voornamelijk siliciumdioden. Voor speciale toepassingen zijn er onder meer germaniumdioden en gallium-arsenicumdioden. In het verleden, voor het siliciumtijdperk, gebruikte men voor lage vermogens cuproxdioden, seleniumdioden en vacuümdioden en voor grote vermogens kwikdampgelijkrichters of mechanische gelijkrichters.

## Enkelzijdige gelijkrichting

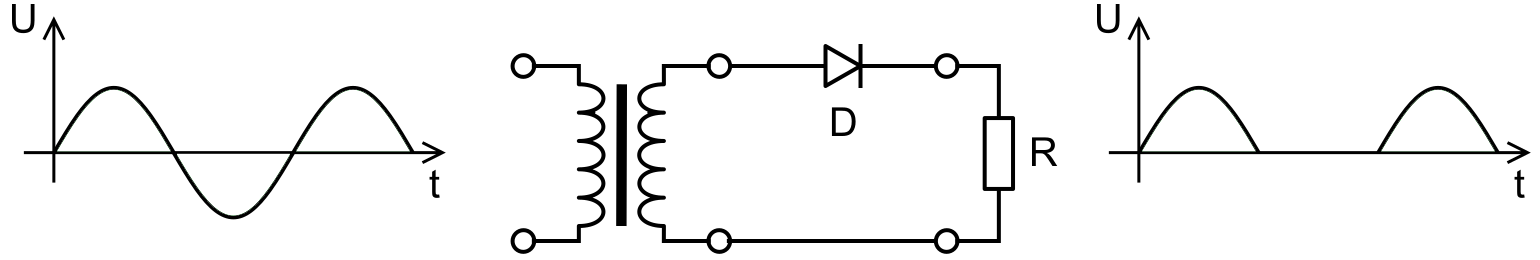
Enkelzijdige eenfase-gelijkrichting door diode D met belasting R

Enkelzijdige gelijkrichting gebeurt met behulp van een diode die de positieve of negatieve zijde van een wisselstroom doorlaat en de andere zijde tegenhoudt. De rimpel bij deze vorm van gelijkrichting is relatief groot en de resulterende effectieve spanning zal bij enige belasting relatief laag zijn. 
Een klassieke toepassing van enkelzijdige gelijkrichting treft men aan in de kristalontvanger. Hierdoor ontstaat een rimpel in de frequentie van de draaggolf. Een afvlakfilter is hierbij niet per se nodig, aangezien de hoofdtelefoon niet reageert op die hoge frequentie.

## Dubbelzijdige gelijkrichting

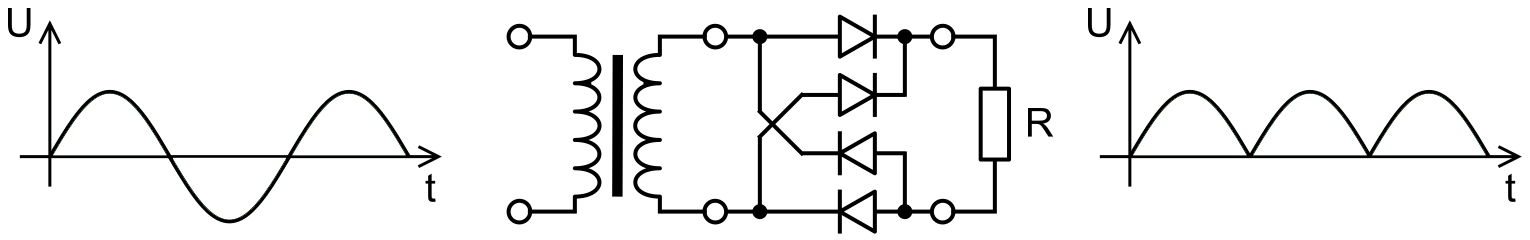
Dubbelzijdige gelijkrichting met een bruggelijkrichter

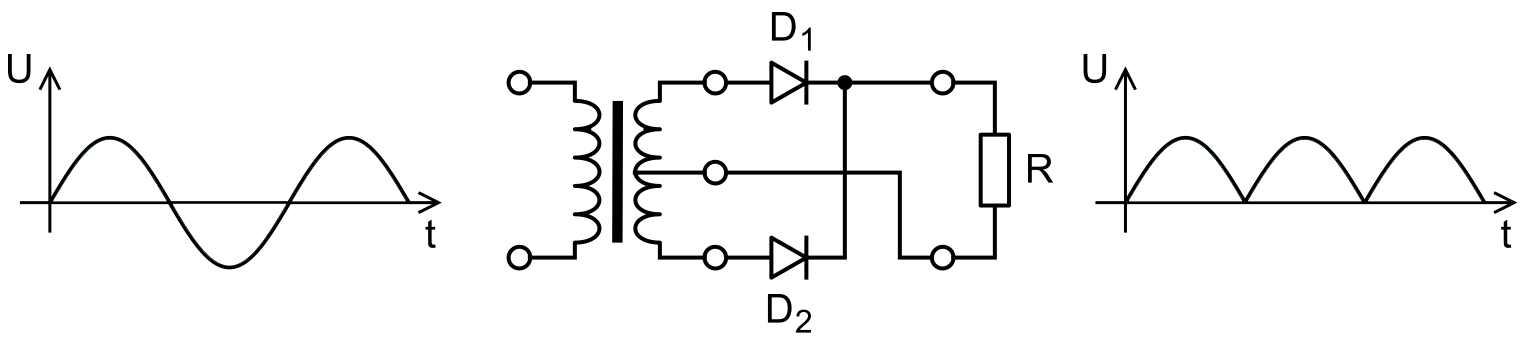
Dubbelzijdige gelijkrichting, transformator met middenaftakking en twee diodes

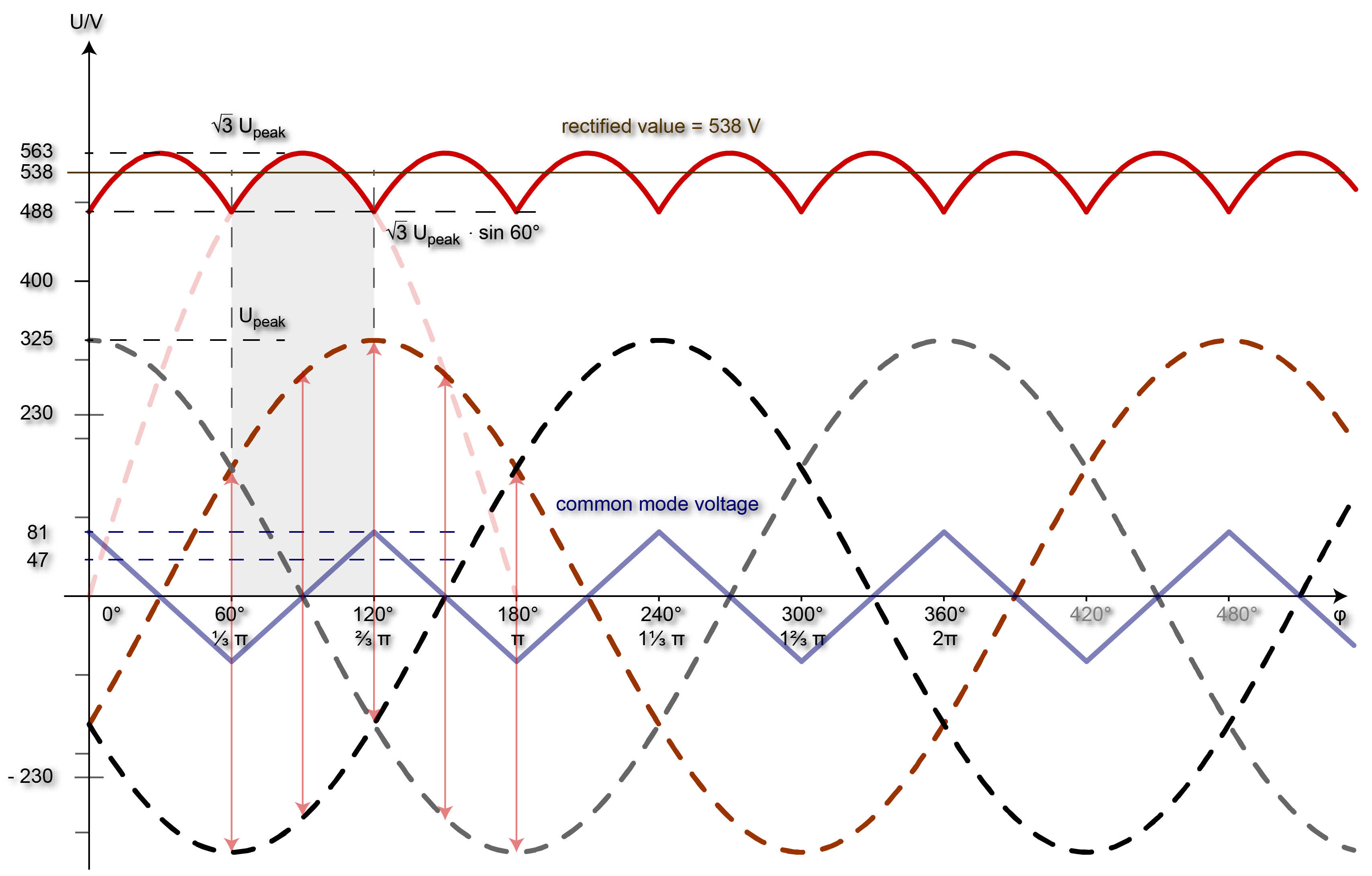
Uitgangsspanning van een meerfasige draaistroomgelijkrichter

Bij dubbelzijdige gelijkrichting worden zowel de positieve als de negatieve componenten van de ingangsspanning benut. Daarvoor bestaan verschillende methoden. Met een transformator met middenaftakking volstaan twee diodes. Zonder zo een transformator zijn vier diodes nodig voor dubbelzijdige gelijkrichting.
Een voorbeeld van een dubbelzijdige gelijkrichter is de bruggelijkrichter, ook wel Graetzschakeling genoemd. Een bruggelijkrichter waaraan meer diodes toegevoegd zijn, kan gebruikt worden om drie- en meerfasenspanning gelijk te richten, onder andere zoals gebeurt in de alternator van een automotor.

## Spanningsverdubbeling

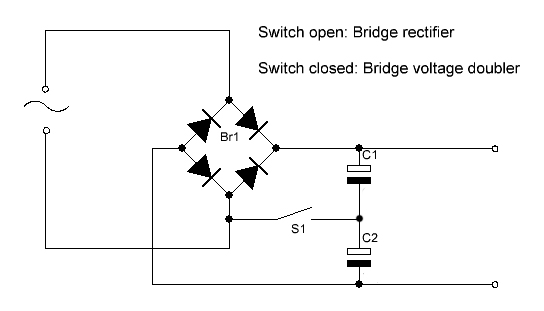
Schakelende brug spanningsverdubbelaar.

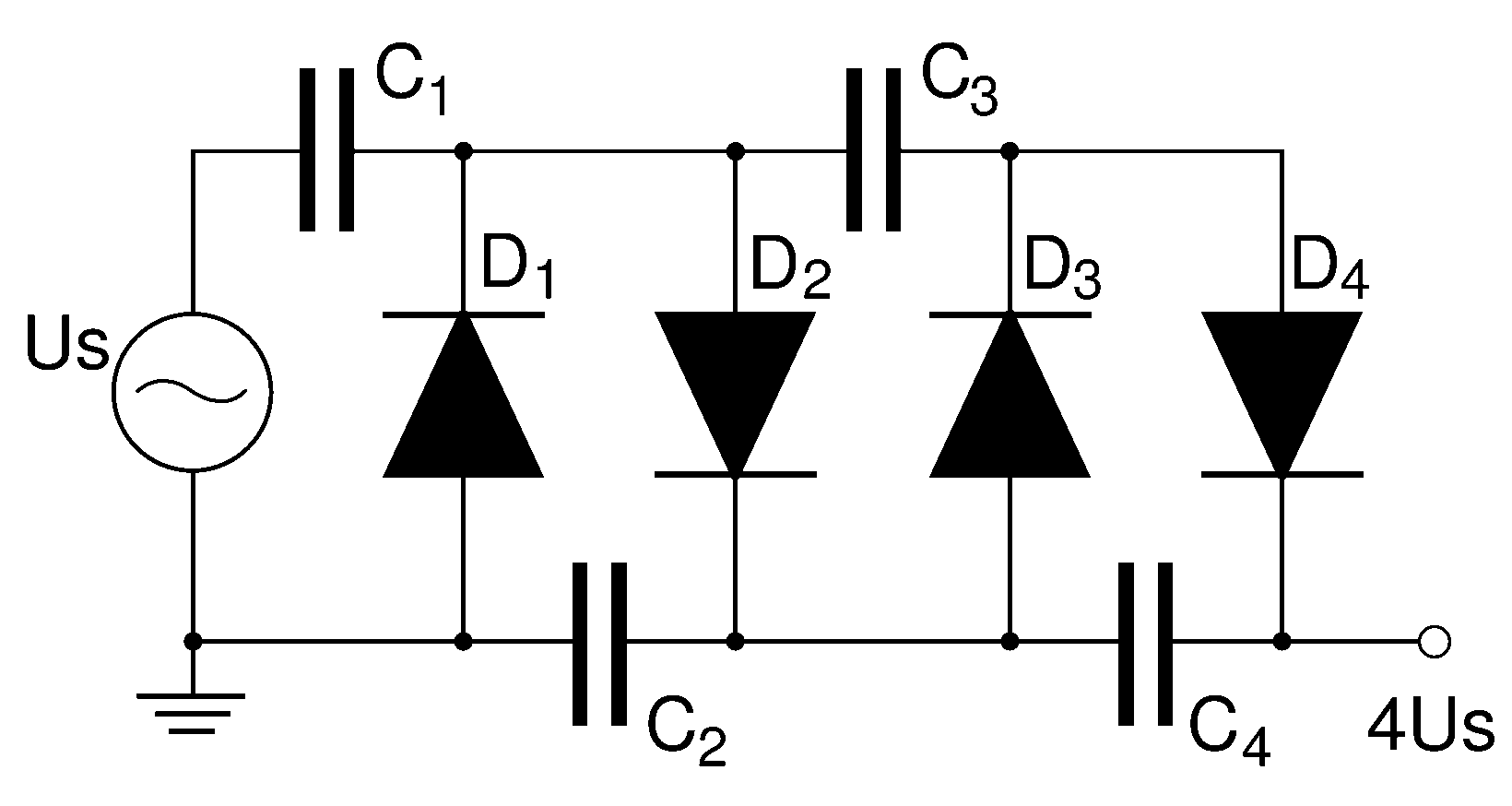
Villard spanningsverdubbelaar.

Met een speciale schakeling met twee diodes als enkelzijdige diodegelijkrichters in tegengestelde richtingen elk verbonden met een buffercondensator, is het mogelijk een uitvoerspanning te verkrijgen die hoger is dan de piekspanning van de  wisselspanninginvoer. 
Een variant hierop is het gebruiken van twee condensatoren in serie voor het afvlakken van de uitvoerspanning en dan een schakelaar te plaatsen tussen die twee condensatoren en een wisselstroominvoer. Met de schakelaar open werkt dit als een normale bruggelijkrichter, met de schakelaar gesloten als een verdubbelaar. Dit maakt het makkelijk om een gelijkspanning te maken van iedere wisselspanning die dan kan worden toegevoerd naar een relatief eenvoudige schakelende voeding.
Achter elkaar geschakelde diode- en condensatortrappen kunnen worden toegevoegd om een cascadeschakeling te maken die een gelijkspanning opwekt die maximaal tienmaal de spanning is dan de ingangswisselspanning, maar met een beperkte stroomsterkte.
Spanningsverdubbelaars worden vaak gebruikt als hoogspanningsbron voor lasers en elektronenstraalbuizen voor TV's, schrikdraad, stroomstootwapens, radar en sonarschermen, fotonversterkers, radarzenders en magnetrons.